# Kímmapiiyipitssini: The Meaning of Empathy
Kímmapiiyipitssini: The Meaning of Empathy es una película documental canadiense de 2021, dirigido por Elle-Máijá Tailfeathers. La película se centra en la crisis de los opioides y sus efectos en la comunidad natal Kainai Nation de Tailfeathers en Alberta.
La película se estrenó en el Festival Internacional de Documentales Canadienses Hot Docs de 2021, donde fue nombrada una de las cinco ganadoras del Premio del Público Rogers. Posteriormente se proyectó en el Festival de Cine Documental DOXA, donde Tailfeathers ganó el premio Colin Low al mejor director canadiense.